# ヴィレッジ (2023年の映画)
『ヴィレッジ』は2023年4月21日に公開された日本映画。監督は藤井道人、主演は横浜流星。PG12指定。2022年6月11日に死去した河村光庸の遺作でもある。

## あらすじ
山の上の神社、その更に上の山にゴミ処理場が建設されてしばらくの時が経つ霞門村。そのゴミ処理場建設に反対をし殺人を犯した父親のために"犯罪者の息子"という烙印が押された片山優は、そのゴミ最終処分場で働いていた。
その最終処分場の現場は村長の息子である大橋透が仕切っており、優は日常的に暴力を振るわれていた。その上、帰宅すれば母から金を要求され、その母が作った借金返済のために、非合法的に施設に産業廃棄物を投棄する作業を手伝う毎日。スーパーで弁当を買えば"犯罪者の息子"と蔑まれる等、優の人生に希望は無かった。
そしてある日、優の幼なじみの美咲が数年ぶりに東京から戻り、ゴミ処理場で広報として働く事となる。優を気づかう美咲。ある時、職場で美咲が優を子供向けツアーの案内役に抜擢する。

## 登場人物
片山優
演 - 横浜流星
父の犯した殺人の為に周囲に疎まれながら、ゴミ最終処分場で働いている。母親が抱えた借金の支払いに追われ希望のない日々を送っている。
中井美咲
演 - 黒木華
東京から出戻った、優の幼なじみ。
大橋透
演 - 一ノ瀬ワタル
修作の息子で、優が働くゴミ最終処分場の作業員。父の権力を傘に自分勝手にしている。常日頃から同僚でもある優に暴力を振るうイジメを行っている。美咲に好意を寄せている。
筧龍太
演 - 奥平大兼
ゴミ最終処分場で働く作業員。
中井恵一
演 - 作間龍斗
内気な性格で、アスペルガー症候群と思われる美咲の弟。
丸岡勝
演 - 杉本哲太
ゴミ最終処分場を利用して不法投棄を繰り返すヤクザ。
片山君枝
演 - 西田尚美
優の母親。ギャンブルに溺れて多額の借金を抱えている。
大橋ふみ
演 - 木野花
霞門村の村長を代々務めてきた大橋一族の母で絶大な権力を誇る。
大橋光吉
演 - 中村獅童
修作の弟。過去の事件を切っ掛けに村を出て刑事になっているが、霞門村で数少ない薪能の使い手。
大橋修作
演 - 古田新太
透の父。霞門村の村長で半ば強引にゴミ処理場を誘致した。

## スタッフ
- 監督・脚本：藤井道人
- 音楽：岩代太郎
- 企画・製作・エグゼクティブプロデューサー：河村光庸
- 製作：堀内大示、和田佳恵、石垣裕之、伊達百合
- 企画プロデュース：椿宜和、野副亮子、柳原雅美
- プロデューサー：行実良、角田道明
- アソシエイトプロデューサー：長井龍
- ラインプロデューサー：吉田信一郎
- 撮影：川上智之
- 照明：上野甲子朗
- 録音：岡本立洋
- 美術：部谷京子
- スタイリスト：皆川美絵
- ヘアメイク：橋本申二
- 編集：古川達馬
- CGプロデューサー / コンセプトデザイン：平野宏治
- VFXスーパーバイザー：吹谷健
- シニアカラリスト：石山将弘
- オンラインエディター：亀山和寛
- スーパーヴァイジングサウンドエディター：勝俣まさとし
- リレコーディングミキサー：浜田洋輔
- キャスティング：杉山麻衣
- 助監督：逢坂元
- 制作担当：菱川直樹
- 能楽監修：NPO法人 七五・近衞忠大
- 能楽指導：シテ方喜多流・塩津哲生、塩津圭介
- 協力：ICheck、Revirase
- 宣伝：KICCORIT
- 制作プロダクション：スターサンズ
- 制作協力：Lat-Lon
- 配給：KADOKAWA、スターサンズ
- 製作幹事：KADOKAWA
- 製作：「ヴィレッジ」製作委員会（KADOKAWA、テレビ東京、WOWOW、スターサンズ）